# Alopia canescens
Alopia canescens is een slakkensoort uit de familie van de Clausiliidae. De wetenschappelijke naam van de soort is voor het eerst geldig gepubliceerd in 1852 door Charpentier.